# Австралійська лейбористська партія
Австралійська лейбористська партія (АЛП) (англ. Australian Labor Party) — найстаріша австралійська політична партія. Її витоки — у австралійському профспілковому русі, з яким вона підтримує тісні зв'язки. Одна з двох основних партій в австралійській політиці, поряд з правоцентристською Ліберальною партією Австралії. Партія перебуває в уряді з часу федеральних виборів 2022 року, а її політичні осередки діють у всіх австралійських штатах і територіях, і наразі вони утримують владу в Новому Південному Уельсі, Південній Австралії, Вікторії, Західній Австралії та Австралійській столичній території. Станом на 2025 рік Квінсленд, Тасманія і Північна територія є єдиними штатами і територіями, де лейбористи наразі формують опозицію. Це найстаріша безперервно діюча політична партія в історії Австралії, яка була заснована 8 травня 1901 року в Парламентському будинку в Мельбурні, місці засідання першого Федерального парламенту.
АЛП походить від лейбористських партій, заснованих у різних австралійських колоніях робітничим рухом, що зароджувався. Колоніальні лейбористські партії змагалися за місця в парламенті з 1891 року, а після утворення федерації на федеральних виборах 1901 року почали змагатися за місця у федеральних органах влади. У 1904 році АЛП на короткий час сформувала те, що вважається першим у світі урядом лейбористської партії і першим у світі демократичним соціалістичним або соціал-демократичним урядом на національному рівні. На федеральних виборах 1910 року лейбористи стали першою партією в Австралії, яка здобула більшість в обох палатах австралійського парламенту. На кожних виборах з 1910 року лейбористи були або правлячою партією, або опозицією. Прем'єр-міністрами були 13 лейбористів у 10 періодах федеральних лейбористських урядів, зокрема під керівництвом Біллі Г'юза з 1915 по 1916 рік, Джеймса Скалліна з 1929 по 1932 рік, Джона Кертіна з 1941 по 1945 рік, Бена Чіфлі з 1945 по 1949 рік, Гофа Вітлема з 1972 по 1975 рік, Боба Гоука з 1983 по 1991 рік, Пола Кітінга з 1991 по 1996 рік, Кевіна Радда з 2007 по 2010 рік і 2013 рік і Джулії Гіллард з 2010 по 2013 рік. З 2022 року прем'єр-міністром Австралії є лейборист Ентоні Албанізі.
Лейбористську партію часто називають партією профспілок через її тісні зв'язки з робітничим рухом в Австралії та історичне заснування профспілками, оскільки більшість австралійських профспілок є афілійованими з Лейбористською партією. Структура партії розподіляє 50 % представництва делегатів на конференціях штатів та національних конференціях між афілійованими профспілками, а решта 50 % — між рядовими членами партії. На федеральному рівні та на рівні штатів/колоній Австралійська лейбористська партія передувала Британській лейбористській партії та Новозеландській лейбористській партії у формуванні партії, уряду та впровадженні політики. На міжнародному рівні АЛП є членом Прогресивного альянсу — мережі прогресивних демократичних соціалістичних та соціал-демократичних партій, будучи до того членом Соціалістичного інтернаціоналу.

## Специфіка підходу Лейбористської партії
- підтримка державного втручання до економіки і суспільного життя. Держава має забезпечити базові прибутки і «пристойний рівень життя» для усіх членів суспільства, якісне і доступне житло, освіта і охорона здоров'я.
- підтримка принципів вільного ринку, зниження торговельних перешкод, дерегулювання промисловості. При цьому лейбористи обіцяють пом'якшувати наслідки цих заходів для простих людей і здійснювати їх більш повільними темпами.
- підтримка більш високих рівнів імміграції, захист прав аборигенів, додаткових прав сексуальних меншин, права на аборт і евтаназію.
- критика деяких аспектів відносин Австралії із США і Великою Британією. При цьому партія офіційно підтримує збереження тісного альянсу з США. Лейбористи виступили проти вторгнення США до Іраку (2003), але підтримали вторгнення до Афганістану (2001).
- Підтримка тіснішої інтеграції з країнами Азії.

У партії завжди були ліве і праве крила, але з 1970-х вони сформувались в офіційні фракції. Найбільшими з них є:
- «Labor Unity» (праве) — підтримує принципи вільного ринку і союз із США
- «National Left» (ліве) — виступає за збільшення державного втручання до економіки і проти союзу зі США.

Починаючи з 1980-х років, Лейбористська партія наближається за своїми поглядами з ліберально-національною коаліцією, тому відмінності між ними полягають, практично, у незначних нюансах.

## Лідери Лейбористської партії
- Кріс Вотсон 1901-08 (прем'єр-міністр 1904)
- Ендрю Фішер 1908-15 (прем'єр-міністр 1908-09, 1910-13, 1914-15)
- Біллі Г'юз 1915-16 (прем'єр-міністр 1915-23, виключений з партії у 1916 і створив Націоналістичну партію Австралії)
- Френк Тьюдор 1916-22
- Метью Чарлтон 1922-28
- Джеймс Скаллін 1928-35 (прем'єр-міністр 1929-32)
- Джон Кертін 1935-45 (прем'єр-міністр 1941-45)
- Бен Чіфлі 1945-51 (прем'єр-міністр 1945-49)
- Ґерберт Еватт 1951-60
- Артур Колвелл 1960-67
- Го Вітлем 1967-77 (прем'єр-міністр 1972-75)
- Білл Гейден 1977-83
- Боб Говк 1983-91 (прем'єр-міністр 1983-91)
- Пол Кітінг 1991-96 (прем'єр-міністр 1991-96)
- Кім Бізлі 1996—2001
- Саймон Крін 2001-03
- Марк Лейтем 2003-05
- Кім Бізлі 2005-06
- Кевін Радд 2006-10 (прем'єр-міністр 2007-10)
- Джулія Гіллард 2010—2013 (прем'єр-міністр 2010—2013)
- Кевін Радд 2013 (прем'єр-міністр 2013)
- Білл Шортен 2013—2019
- Ентоні Албанізі з 2019 (прем'єр-міністр з 2022)